# Конрад фон Рененберг
Конрад фон Рененберг (на немски: Conrad von Rennenberg; Konrad zu Rennenberg; † 1249) е първият известен господар на замък Рененберг над Линц ам Райн в Рейнланд-Пфалц.

## Произход и наследство
Той е син на граф Хайнрих фон Хюкесваген († 1205) и внук на граф Фридрих фон Хюкесваген († сл. 1138). Брат е на граф Арнолд фон Хюкесваген († сл. 1240, пр. 1260), граф на Хюкесваген (пр. 1208–сл. 1240), женен за Юта фон Хукесваген († сл. 1274).
През 1217 г. Конрад фон Рененберг е споменат със синовете му в документ за замък Рененберг на архиепископ Енгелберт I фон Кьолн († 1225).
През средата на 13 век графиня Мехтхилд фон Ландсберг-Сайн († ок. 1291), съпругата на граф Хайнрих III фон Сайн († 1247), получава замък Рененберг от наследството на майка ѝ Юта (Юдит), дъщеря наследничка на ландграф Лудвиг III от Тюрингия. На 20 януари 1248 г. Мехтхилд фон Сайн продава замъка Рененберг и други замъци за 2000 марки на Кьолнския архиепископ курфюрст Конрад фон Хохщаден († 1261). През 1250 г. Мехтхилд сключва с курфюрст Конрад фон Хохщаден един договор, според който след смъртта ѝ замъкът Рененберг и останалата ѝ собственост отиват на Курфюрство Кьолн.
Благородническата фамилия фон Рененберг измира през 1585 г.

## Деца
Конрад фон Рененберг има 11 деца:
- Херман I фон Рененберг († сл. 1259), господар на замък Рененберг, женен
- Герхард фон Рененберг († 1270), женен за Бенедикта Валподе фон дер Нойербург († 1270)
- Арнолд I фон Рененберг († сл. 1262), женен за Матилде
- Конрад фон Рененберг († 18 декември сл. 1256), дякон на катедралата в Кьолн
- Ото фон Рененберг, приор в Св. Андреас в Кьолн
- Гумперт фон Рененберг
- Беатрикс фон Рененберг, омъжена за Дитрих фон Дерне
- Гуда фон Рененберг († сл. 1268), омъжена за Арнолд фон Хамерщайн, бургграф на Райнек (* ок. 1244; † сл. 1288), син на бургграф Йохан I фон Хамерщайн
- Елиза фон Рененберг († сл. 1257), абатиса на Вилих и Шварцрейндорф

двама незаконни сина:
- Алберт фон Рененберг(† сл. 1262), каноник в Св. Гереон в Кьолн
- Йохан фон Рененберг, каноник в Св. Андреас в Кьолн